# Лази
Лази су картвелска етничка група која претежно живи у Турској. Већином су исламске вероисповести, а говоре ласким језиком, који спада у занску групу јужнокавкаске породице језика.
У Турској их има више стотина хиљада.

## Pеференце
1. ↑  James S. Olson (1994).  Lee Brigance Pappas; Nicholas Charles Pappas, ур. An Ethnohistorical Dictionary of the Russian and Soviet Empires. Greenwood. стр. 436.
2. ↑  1 Minorsky, V. "Laz." Encyclopaedia of Islam, Second Edition. Edited by: P. Bearman , Th. Bianquis , C.E . Bosworth , E. van Donzel and W.P. Heinrichs. Brill, 2010.